# Apfelsaft-Paragraph
Der so genannte Apfelsaft-Paragraph ist eine Vorschrift des deutschen Gaststättengesetzes (GastG), nach der in Gaststätten mindestens ein alkoholfreies Getränk höchstens genau so teuer wie das billigste alkoholhaltige Getränk sein muss. Einer ähnlichen Regelung in Österreich gemäß sind es mindestens zwei Getränke. In der Schweiz besteht in den meisten Kantonen ein sogenannter Sirupartikel, wonach mindestens drei oder „eine Auswahl“ entsprechender alkoholfreier Getränke angeboten werden müssen.
Hierbei ist nicht nur der Preis pro Glas zu vergleichen, sondern auch der auf einen Liter hochgerechnete Preis muss die gesetzlichen Anforderungen erfüllen. Die Regelung soll der effizienten Bekämpfung des Alkoholmissbrauchs dienen. Sie soll verhindern, dass insbesondere jugendliche Gaststättenbesucher ein alkoholisches Getränk bestellen, nur weil dieses billiger ist als die angebotenen nichtalkoholischen Getränke, obwohl sie eigentlich lieber ein alkoholfreies Getränk trinken würden.

## Deutschland
Die Regelung ist in § 6 GastG Ausschank alkoholfreier Getränke in der Fassung des Gesetzes vom 13. Dezember 2001 (BGBl. I S. 3584) enthalten. Sie lautet:
Ist der Ausschank alkoholischer Getränke gestattet, so sind auf Verlangen auch alkoholfreie Getränke zum Verzehr an Ort und Stelle zu verabreichen. Davon ist mindestens ein alkoholfreies Getränk nicht teurer zu verabreichen als das billigste alkoholische Getränk. Der Preisvergleich erfolgt hierbei auch auf der Grundlage des hochgerechneten Preises für einen Liter der betreffenden Getränke. Die Erlaubnisbehörde kann für den Ausschank aus Automaten Ausnahmen zulassen.
Als Vergleichsgrundlage dürfen dabei nicht beliebige Getränke herangezogen werden. So waren einige Gaststätten dazu übergegangen, „unattraktive, dem üblichen Nachfrageverhalten in der jeweiligen Gaststätte nicht angepasste Getränke“ anzubieten. Nach Auffassung des Gesetzgebers stellt sich dies „als Versuch einer Umgehung dar und kann zu dem Preisvergleich nicht herangezogen werden.“ So gehören Milch, Kaffee und warmer Tee nicht zu den Getränken, die bei dem Preisvergleich berücksichtigt werden dürfen. Gleiches gilt für unattraktive Mengen, wie z. B. ein Liter Cola.
Für die Kontrollen ist in Deutschland vornehmlich das Ordnungsamt zuständig.

## Schweiz
In der Schweiz bestehen der deutschen Norm vergleichbare Regelungen im kantonalen Recht. So bestimmt § 23 des Gastgewerbegesetzes des Kantons Zürich, dass alkoholführende Gastwirtschaften eine Auswahl alkoholfreier Getränke nicht teurer anzubieten haben, als das billigste alkoholhaltige Getränk in der gleichen Menge. Nach Auffassung des Schweizerischen Bundesgerichtes beeinträchtigt eine solche Bestimmung weder den Grundsatz der Gewerbefreiheit noch den der Verhältnismäßigkeit.

## Österreich
In Österreich konnte in vielen Gaststätten eine Anhebung der Preise für Mineralwasser auf das Niveau der alkoholischen Getränke beobachtet werden. Dies genügte zwar der ursprünglichen Vorschrift, lässt aber trotzdem den Alkohol günstiger erscheinen. Aus diesem Grund wurde die Vorschrift dahingehend erweitert, dass nach § 112 Abs. 4 der Gewerbeordnung von 1994 nun auch ein zweites alkoholfreies Getränk gleich teuer oder billiger als Alkohol angeboten werden muss. Diese Getränke werden oft als Jugendgetränk bezeichnet.